# Lampetra hubbsi
Lamproie de Californie centrale
Espèce
Statut de conservation UICN

 VU  : Vulnérable
Lampetra hubbsi, la Lamproie de Californie centrale, est une espèce de lamproies de la famille des Petromyzontidae.

## Répartition
Cette lamproie est endémique de la Californie (États-Unis). Elle se rencontre notamment dans les bassins des rivières Merced, Kaweah, Kings et du fleuve San Joaquin.
Cette espèce de lamproie d'eau douce vit principalement dans les remous de grandes rivières à une altitude moyenne de 135 m. Les ammocètes sont trouvés majoritairement dans des mares peu profondes le long des bords de zones d’écoulement à faible courant et généralement à des profondeurs comprises entre 30 et 110 cm où la température de l’eau dépasse rarement 25 °C. Les ammocètes semblent préférer les substrats sablonneux ou boueux où ils restent enfouis avec la tête sortant du substrat pour se nourrir de phytoplancton par filtration. Lampetra hubbsi est une espèce non migratoire.

## Description
Lampetra hubbsi est une espèce de lamproies non prédatrice/non-parasitaire.
Ammocètes : taille maximale 160 mm ; taille moyenne : 117 à 142 mm.
La longueur des adultes varie de 81 à 139 mm.
Les ammocètes de cette espèce sont généralement plus gros que les adultes car les lamproies non prédatrices rétrécissent à la suite d’une métamorphose. La face dorsale est gris-brun et la zone ventrale est blanche. Les nageoires dorsales ne sont pas pigmentées, mais il y a une certaine pigmentation noire sur une partie de la nageoire caudale qui est arrondie.
Cette espèce de lamproie est caractérisée par un disque oral plus étroit que la tête et contenant généralement 52-56 myomères principaux.

## Cycle de vie
Il n’existe pas d'information sur le cycle de vie de Lampetra hubbsi. Mais en comparant à d'autres espèces on suppose qu'elles vivent environ 4 à 5 ans en tant qu’ammocètes avant de se métamorphoser en adultes. Les adultes hivernent vraisemblablement et frayent le printemps suivant après avoir subi la métamorphose.

## Statut de conservation
Lampetra hubbsi est considéré comme espèce vulnérable selon la liste rouge de l'UICN car la plupart des populations se trouvent en aval de barrages, dans des cours d’eau dont le débit est règlementé. Des baisses soudaines du débit peuvent isoler ou dessécher les ammocètes et ainsi diminuer fortement les populations. D'autres menaces sont des altérations de l'environnement comme la canalisation ou la modification des berges qui réduisent les eaux de fond chargées de limon/silt requises par les ammocètes.
La fragmentation de l’aire de répartition rend probable la disparition locale, et à cause de l’isolement des populations, la recolonisation est impossible.
Statut de conservation en Californie : Classe 2, Vulnerable.

## Systématique
Le nom valide complet (avec auteur) de ce taxon est Lampetra hubbsi (Vladykov (d) & Kott (d), 1976).
L'espèce a été initialement classée dans le genre Entosphenus sous le protonyme Entosphenus hubbsi Vladykov & Kott, 1976,.
Ce taxon porte en français le nom vernaculaire ou normalisé suivant :
- Lamproie de Californie centrale (FAO);
- Lamproie Californie centrale (ancienne appellation FAO) ;
- Lamproie de ruisseau de Californie centrale (ancienne appellation FAO).

Son nom vernaculaire anglais est Kern brook lamprey (littéralement « Lamproie du ruisseau Kern »).
Lampetra hubbsi a pour synonyme :
- Entosphenus hubbsi Vladykov & Kott, 1976

### Étymologie
Son épithète spécifique, hubbsi, lui a été donnée en l'honneur de l'ichtyologiste américain Carl Leavitt Hubbs (1894‒1979), « ami distingué et passionné de la taxonomie des lamproies ».

### Publication originale
- (en) Vadim D. Vladykov et Edward Kott, « A new nonparasitic species of lamprey of the genus Entosphenus Gill. 1862, (Petromyzonidae) from south central California », Bulletin of the Southern California Academy of Sciences, Los Angeles, Inconnu, vol. 75, no 2,‎ août 1976, p. 60-67 (ISSN 0038-3872 et 2162-4534, OCLC 8879970, lire en ligne).